# 압둘라예 세크
압둘라예 세크(프랑스어: Abdoulaye Seck, 1992년 6월 4일 ~ )는 세네갈의 축구 선수로, 현재 이스라엘 프리미어리그의 마카비 하이파와 세네갈 국가대표팀에서 센터백으로 활약하고 있다.
세크는 2021년 아프리카 네이션스컵에 참가한 세네갈 선수단의 일원이었으며, 국가대표팀으로 대회 사상 처음으로 우승을 차지했다.
그는 세네갈의 대회 우승에 이어 세네갈의 대통령 마키 살에 의해 사자 훈장을 수여받았다.

## 구단 경력
압둘라예 세크는 스타드 드 음부르에서 선수 생활을 시작한다.
2014년 7월 29일, 그는 노르웨이의 회네포스로 시즌이 끝날 때까지 임대되었다가, 영구 계약을 맺었다.

## 국가대표팀 경력
세크는 2-0으로 이긴 콩고 공화국과의 2021년 아프리카 네이션스컵 예선 전에서 교체 출전하며 세네갈 국가대표팀 데뷔 전을 치렀다.
2023년 12월, 그는 코트디부아르에서 열린 2023년 아프리카 네이션스컵에 참가할 세네갈 선수단에 이름을 올렸다.